# Rick Danko
Rick Danko, właśc. Richard Clare Danko (ur. 29 grudnia 1942 w Simcoe, Ontario, zm. 10 grudnia 1999 w Marbletown, Nowy Jork) – kanadyjski muzyk rockowy, basista i wokalista. Grał także na gitarze, mandolinie, skrzypcach i akordeonie. Członek, założyciel znanej i wpływowej grupy The Band. Był członkiem grupy aż do jej rozwiązania. Danko był także odpowiedzialny za krótkotrwałe reaktywowanie grupy. Prowadził karierę solową. Współpracował z licznymi muzykami, wliczając Ringo Starra, Erica Andersona i Janosa Fjelda.

## Dyskografia
- Rick Danko (1977)
- Danko/Fjeld/Andersen (1991)
- Ridin' on the Blinds (1997)
- In Concert [live] (1997)
- Times Like These (2000)
- One More Shot [live] (2002)
- Live at O'Toole's Tavern, Scranton, PA, December 1985 [Live] (2009)
- Live at Dylan's Cafe, Washington D.C., December 1987 [Live] (2009)

## Video DVD
- Rick Danko's Electric Bass Techniques (podręcznik gry na gitarze basowej) (1987)

## Nagrody, pozycje na listach przebojów i rekordy
| Albumy na liście The Billboard 200 | Albumy na liście The Billboard 200 | Albumy na liście The Billboard 200 | Albumy na liście The Billboard 200 |
| Rok                                | Album                              | pozycja                            |                                    |
| ---------------------------------- | ---------------------------------- | ---------------------------------- | ---------------------------------- |
| 1978                               | Rick Danko                         | 119                                |                                    |